# Frumușeni

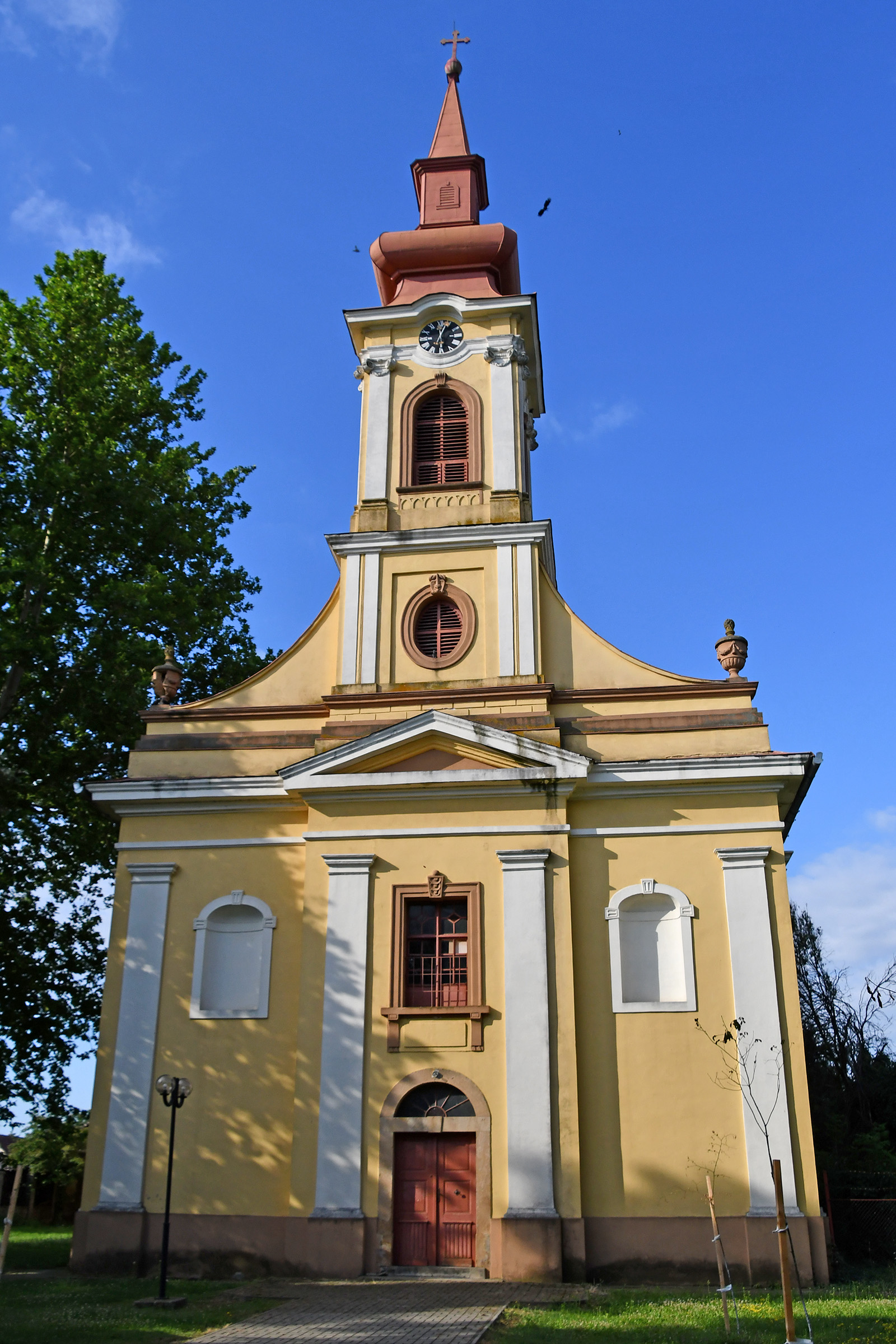
Die Römisch-katholische Kirche in Schöndorf

Frumușeni (deutsch Schöndorf, ungarisch Szépfalu) ist eine Gemeinde im Kreis Arad in der Region Banat in Rumänien. Zu der Gemeinde Frumușeni gehört auch das Dorf Aluniș (deutsch Traunau, ungarisch Cserálja).

## Geografische Lage
Frumușeni liegt am linken Maroschufer, im Norden des Banats, im Süden des Kreises Arad, 17 Kilometer südöstlich der Kreishauptstadt Arad, an der Kreisstraße DJ 682B.

## Nachbarorte
| Fântânele | Mândruloc                                   | Sâmbăteni |
|           | Kompassrose, die auf Nachbargemeinden zeigt | Lipova    |
| Tisa Nouă | Alioș                                       | Aluniș    |

## Geschichte
Die erste urkundliche Erwähnung stammt aus dem Jahr 1311, als auf dem Gebiet des heutigen Frumușeni die „Villa Zeud“ erwähnt wurde. Im 14. Jahrhundert traten neben dem Marktfleck „Zewdy“ auch eine Kirche (1333) und ein Kastell „Castellum Zewdy“ (1471) in Erscheinung. Aus handschriftlichen Urkunden und alten Dokumenten geht hervor, dass die Umgebung von Schöndorf einige geschichtlich interessante Plätze aufzuweisen hat. Auf dem „Schanzberg“ und „Gasbuckl“ wurden Ausgrabungen durchgeführt. Die Festung „Szödi“ befand sich einst auf dem Schöndorfer Hotter. Die im Volksmund „Türkenbrunnen“ bezeichneten Relikte sind die Überreste des „Klosters Bizere“.
Auf der Mercy-Karte von 1723 war der Ort unter der Bezeichnung „Sefdin“ eingetragen. Der Ort wurde in der Zeit der Theresianischen Ansiedlung in den Jahren 1764–1766 mit Deutschen besiedelt. Die dort ansässigen Rumänen wurden wegen Unruhen und dem gestörten nachbarschaftlichen Verhältnis auf das „Prädium Klek“, im heutigen Serbien, umgesiedelt. Leiter der Aufbauarbeiten und der Ansiedlung war der Beamte des Lippaer Salzamtes, Carl Samuel Neumann Edler von Buchholt. Die Ansiedler stammten vorwiegend aus dem Rheinland, aus Baden-Württemberg, aus Luxemburg und aus Lothringen.
1768 gab Kaiser Joseph II. seine Zustimmung, Sefdin in „Schöndorf“ umzubenennen. Schöndorf war eine Urbarialgemeinde und von der Gründung bis 1781 im Besitz der Wiener Hofkammer. 1781 ging Schöndorf in Privateigentum über. Der neue Gutsherr „Michael Spech“ übernahm das Patronat über das Dorf und über die Kirche. 1794 ließ er ein neues Bethaus mit Glocken errichten. Der nachfolgende Gutsherr und Patron Baron „Alexander Pronay de Tothpronna“ ließ zwischen 1815 und 1825 die verfallene Holzkirche abreißen und die heute noch existierende Kirche errichten. 1779 wurde die alte Schule gebaut und 1866 das heutige Schulgebäude errichtet.
In der Mitte des Ortes befindet sich ein Park, darin die römisch-katholische Kirche, das Pfarrhaus und die Schule sowie das Kriegerdenkmal und die Dreifaltigkeitsstatue. Nach der Rumänischen Revolution von 1989 wurde am östlichen Ende des Parks eine rumänisch-orthodoxe Kirche erbaut. Das Kulturheim beheimatet heute ein kleines Museum mit archäologischen Relikten von den Fundplätzen „Schanzberg“, „Türkenbrunnen“ und „Ziegenhügel“.
Frumușeni wurde 2004 durch die Loslösung von Fântânele (Engelsbrunn) eine eigenständige Gemeinde.

## Wirtschaft
Die Hauptbeschäftigung war die Landwirtschaft und Viehzucht. Auf den Hügeln breiteten sich Weingärten aus, in den Tälern nahe der Marosch wurden Pflaumenplantagen angelegt. Auch Tabak- und Hanfanbau wurde betrieben. Des Weiteren wurden in den Niederungen der Marosch Weidenplantagen angelegt. Die Korbflechterei war nach dem Zweiten Weltkrieg, nach der Enteignung von Grund und Boden, einer der wichtigsten Wirtschaftszweige der Ortschaft. Schöndorf war für seine Flechtarbeiten und deren Export im In- und Ausland bekannt. In Schöndorf gab es zwei Getreidemühlen und acht Geschäfte. Im Ort war fast jedes Handwerk vertreten.
Nachdem das Banat infolge des Friedensvertrags von Trianon 1920 an Rumänien angeschlossen wurde, kam es zunächst zu einer positiven wirtschaftlichen Entwicklung. Es wurde die Erzeuger-Genossenschaft gegründet. Diese entfaltete eine Beratertätigkeit im Hinblick auf die Verwertung der Milch, Beschaffung von Saatgut, Schädlingsbekämpfung, Kunstdünger, Ankauf und Export von Mastschweinen und Getreide sowie den Einsatz von landwirtschaftlichen Maschinen jeder Art.
Durch die Verschleppung in die Sowjetunion im Januar 1945 und die Deportation in die Bărăgan-Steppe 1951 brach das Wirtschaftsleben im Ort ein. Nach der Enteignung von 1945 und der Kollektivierung der Landwirtschaft kam es zur Abwanderung der Dorfjugend nach Arad.
Nach dem Abkommen von 1978 zwischen Deutschland und Rumänien wanderten viele Schöndorfer im Zuge der Familienzusammenführung nach Deutschland aus. Ihre Häuser kamen in den Besitz von zugewanderten Rumänen aus anderen Landesteilen, als Folge fand ein demografischer Wandel statt, der aus folgender Tabelle ersichtlich ist.

## Demografie
| 1880 | 2403 | 118  | 75  | 2196 | 14  |
| 1910 | 2288 | 77   | 131 | 2073 | 7   |
| 1930 | 1757 | 66   | 17  | 1657 | 17  |
| 1977 | 1873 | 995  | 79  | 797  | 2   |
| 2002 | 1563 | 1445 | 72  | 36   | 10  |
| 2011 | 2543 | 2340 | 67  | 30   | 106 |
| 2021 | 2600 | 2380 | 38  | 11   | 171 |